# Exanima
Exanima je počítačová hra vydaná roku 2015 studiem Bare Mettle Entertainment. Jedná se o plnohodnotnou hru původně sloužící jako testovací demo pro hru Sui Generis, ta pak má obsahovat oproti Exanimě i hru více hráčů a otevřený svět.
Exanima je akční RPG s velkým důrazem na fyziku každého objektu ve hře. Ovládání hry je právě kvůli fyzice dost náročné a komické, ale pohyby působí hlavně surově a neohrabaně a to spolu s prostředím vytváří vhodnou atmosféru. Hra je stále ve vývoji.
- Příběh: Ocitnete se v jakémsi podzemí v jedné místnosti, seberete pochodeň, kus dřeva či železný kůl a můžete se vydat prozkoumávat tento nebezpečný svět plný nemrtvých. Příběh je vyprávěn pomocí svitků a knih, které najdete po celé mapě.
- Vybavení: Je zde nespočet kusů brnění od sandálů přes kroužkové košile až po železné helmice, každý kus brnění vám může zachránit život, štíty taky nejsou k zahození. Zbraní je zde taky dostatek, od berlí přes svícen až po těžké válečné sekery a meče. Díky propracované a reálné fyzice můžete manipulovat s různými objekty, a když nebudete mít helmu, můžete si na hlavu manuálně dát kýbl.
- Prostředí: Každá místnost má svou funkci, umývárny, záchody, zbrojnice a pak taky méně obvyklé operační sály a krematoria. Různorodost, hrubost a surovost prostředí spolu se soundtrackem nahání husí kůži. Prozatím je ve hře 5 úrovní a v té poslední se nachází i finální boss.